# Южнокурдистанский еврейско-арамейский язык
Южнокурдистанский еврейско-арамейский язык, или хулаула (ивр. יהודיותא‎, идиш הולאַולאַ‎), — современный еврейско-арамейский язык, один из северо-восточных новоарамейских языков.
Часто его называют нео-арамейским или иудео-арамейским языком. Первоначально на нём говорили в Восточном Курдистане. Большинство носителей сейчас живут в Израиле, около трёх сотен остались в Иране. Название хулаула переводится как «еврейский». Иногда этот язык называют Lishana Noshan или Lishana Akhni — оба из этих вариантов означают «наш язык». Чтобы отличить его от других еврейско-арамейских диалектов, хулаула иногда называют Galiglu («мой-твой»), демонстрируя различные использовании предлогов и местоимений. Научные источники имеют тенденцию просто назвать этот язык персидско-курдистанский еврейско-арамейский язык.

## Происхождение и использование
Территория распространения языка хулаула занимала большую площадь, на которой также присутствовали другие различные нео-арамейские диалекты. Хулаула был распространён на территории от города Сенендедж, столицы провинции Курдистан в Иране, которая шла на север к берегам озера Урмия. Оттуда площадь продлевалась на запад до озера Ван (в Турции) и на юг на равнину Мосул (Ирак). Затем она снова отправлялась на восток, через Эрбиль, опять же до Сенендеджа.
Язык хулаула имел несколько понятных с еврейских нео-арамейских диалектов: у озера Урмия и в Иранском Азербайджане: Lishan Didan, в Эрбиле: Lishanid Noshan. Тем не менее, также был и непонятный для носителей языка хулаула христианско нео-арамейский диалект из Сенендеджа: Senaya. Христиане и евреи говорили совсем на разных диалектах, хотя жили в одном же регионе. Как и в другие еврейско-арамейские языки, хулаула иногда называют таргумским, из-за давней традиции перевода Ветхого Завета на арамейский.
Диалект хулаула был сгруппирован вокруг основных областей поселения евреев в регионе: в городах Сенендедж и Саккез в Иранском Курдистане, в южном форпосте Керенд и в иракском городе Сулеймания. Хулаула полон заимствований из иврита, персидского и курдского.
После потрясений Второй Мировой войны и основания государства Израиль большинство персидских евреев начали переселяться на новую родину в начале 1950-х. Большинство пожилых носителей используют курдский язык как второй язык, в то время как молодое поколение переходит на иврит. Хулаула является самым большим по числу носителей еврейско-арамейским языком, имеет 10 000 носителей. Почти все они живут в Израиле, несколько сотен остались в Иране, а некоторые и в США.